# Álvaro Uribe
Álvaro Uribe Vélez (Medellín, 4 de julho de 1952) é um advogado e político colombiano. Foi presidente da Colômbia, de 7 de agosto de 2002 a 7 de agosto de 2010.

## Carreira
Álvaro Uribe é advogado formado pela Universidade de Antioquia, com especialização em Administração (CSS) e Gerência pela Harvard University Extension School. Entre 1998 e 1999 foi estudante da St Antony's College, Oxford na Inglaterra, graças à Bolsa Simón Bolívar do Conselho Britânico. Quando senador, promoveu a campanha contra a extradição de Pablo Escobar aos Estados Unidos e supostamente já trabalhou para o Cartel de Medellín, o que ele nega.

### Carreira política
Álvaro Uribe começou sua vida pública bem cedo, já que em 1976 foi chefe de Bens das Empresas Públicas de Medellín. De 1977 a 1978 foi secretário-geral do Ministério do Trabalho, e entre 1980 e 1982 foi diretor da Aeronáutica Civil. É considerado um político liberal.
Foi prefeito de Medellín em 1982, e vereador dessa cidade entre 1984 e 1986. Foi senador da República nos períodos 1986-1990 e 1990-1994.
O cartel de Medellín financia as campanhas eleitorais de políticos da região, incluindo Álvaro Uribe.
Foi eleito governador do departamento de Antioquia para o período 1995-1997.

## Presidência da Colômbia
Uribe foi eleito presidente de Colômbia para o período 2002 - 2006, com 53% do total de votos, uma grande vantagem sobre o seu principal concorrente, Horacio Serpa. Ele é o primeiro presidente a ganhar as eleições em primeiro turno desde que se instaurou a medida na Constituição de 1991. Acredita-se que seu grande trunfo nas eleições foi ter sido o principal opositor das fracassadas políticas de negociação com as FARC, adotadas por seu antecessor Andrés Pastrana Arango. Em 2005, aproveitando os grandes índices de popularidade de seu governo, conseguiu obter da Corte Constitucional uma decisão favorável a uma mudança constitucional que lhe permitiu disputar a reeleição em 2006.

### Principais políticas
Uribe manteve uma margem de popularidade acima do 95%, com iguais margens de aprovação de sua gestão, segundo enquetes, dada sua política de segurança contra as FARC. Seu governo supostamente mantinha sua popularidade usando depoimentos de membros da AUC para desacreditar adversários políticos.
Álvaro Uribe tomou uma linha dura contra as FARC, recusando o diálogo e preferindo confiar numa solução exclusivamente militar para pôr fim ao conflito. Para esmagar a guerrilha, ele contou em particular com os paramilitares das Autodefesas Unidas da Colômbia (AUC, extrema direita), que funcionaram como uma força auxiliar do exército governamental "utilizada para espalhar o terror e desviar as suspeitas sobre a responsabilidade das forças armadas na violação dos direitos humanos durante o conflito", segundo a Amnistia Internacional. Os paramilitares são considerados responsáveis pela ONU por 80% dos crimes e massacres cometidos durante o conflito, em comparação com 12% para a guerrilha e 8% para o exército.
Para melhorar os seus resultados na luta contra a guerrilha, o exército colombiano efectuou execuções em massa de civis, apresentados como rebeldes mortos em combate. Embora tais abusos já tivessem existido antes, o fenómeno generalizou-se a partir de 2002, encorajado pelos bónus pagos aos soldados e pela impunidade quase total. O escândalo eclodiu em 2008. O sistema de justiça colombiano reconheceu em 2021 pelo menos 6.402 civis executados pelo exército colombiano entre 2002 e 2008 para serem apresentados falsamente como membros da guerrilha.
Uribe é acusado por opositores de ter interesses na disputa pelo controle do narcotráfico. A ex-apresentadora de televisão Virgínia Vallejo escreveu o livro "Amando Pablo, odiando Escobar" em que relata supostas ligações de seu ex-amante, Pablo Escobar com Álvaro Uribe. Em 2002, o jornalista da Newsweek Joe Contreras publica o livro "El señor de las sombras" em que apresenta uma biografia não-autorizada de Uribe e defende que ele teria ligações com o narcotráfico. Em 1991, relatório do serviço de inteligência do Departamento de Defesa dos Estados Unidos aponta: "Álvaro Uribe Vélez, político e senador colombiano, dedicou-se à colaboração com o Cartel de Medellín em níveis elevados do governo… Uribe trabalhou para o cartel e é amigo próximo de Pablo Escobar Gaviria".
Para alguns analistas a continuidade dos conflitos entre as FARC e o Governo, interessaria a Uribe porque isolaria as oposições e daria legitimidade para um terceiro mandato do presidente, viabilizada por uma alteração da Constituição colombiana sob acusações de compra de votos dos parlamentares.
Outra das políticas impulsionadas desde a campanha consiste na diminuição dos gastos do Estado. Uribe prometeu diminuir o congresso, fundir ministérios e reduzir os gastos de aposentadoria dos servidores públicos.
Em 31 de março de 2008, o exército Colombiano invadiu o território do Equador para atacar um acampamento das FARC. Nessa ação, foram mortos vários guerrilheiros, incluindo o número dois das FARC Raúl Reyes. Nesse episódio, Uribe acusou o presidente equatoriano Rafael Correa e o venezuelano Hugo Chávez de terem ligações com as FARC, o que gerou uma grande crise diplomática ainda não plenamente resolvida entre esses países. Para Chávez, Álvaro Uribe foi um fator desestabilizador da região e estaria cada vez mais isolado no continente.
Opôs-se à aceitação do acordo de paz com as FARC, defendendo a rejeição do mesmo, no plebiscito que foi promovido pelo seu sucessor, o presidente Juan Manuel Santos.